# Łoje (powiat gołdapski)
Łoje (Duits: Loyen; 1938-1945: Loien) is een dorp in het Poolse Woiwodschap Ermland-Mazurië, in het district Gołdapski. De plaats maakt deel uit van de gemeente Dubeninki.